# 短吻瘦銀漢魚
短吻瘦銀漢魚（学名：Leptatherina presbyteroides）為輻鰭魚綱銀漢魚目銀漢魚科的其中一種，分布於西南太平洋澳洲海域，體長可達11公分，為亞熱帶魚類，主要棲息在沿岸淺水域，生活習性不明。